# Апоногетон удлинённый
Апоногето́н удлинённый (лат. Aponogeton elongatus) — водное растение, представитель единственного рода одноимённого семейства Апоногетоновые.

## Описание
Апоногетон удлинённый представляет собой травянистый куст без стебля с длинными слегка волнистыми ярко-зелёными листьями. Жилкование листа продольное, длина листьев может достигать 1,5 метров, корневая система хорошо развита. Соцветия колосовидные. В природе встречается в Австралии.

## Культивация
При культивации в аквариуме оптимальная температура воды составляет 24—26 °C, при её снижении рост растения значительно замедляется. По химическим свойствам вода должна быть от слабокислой до нейтральной (pH 6,5—7,0) и мягкой (жёсткость 2—6 немецких градусов), однако допустимо также повышение pH и жёсткости до 7,5 и 12° соответственно. Необходима регулярная подмена воды. Сезонность роста выражена слабо, рост замедляется зимой — весной, при этом высокая температура воды (выше 26 °C) может привести к истощению и гибели растения. В периоды бурного роста, летом и осенью, необходимо внесение минеральных удобрений. Растение светолюбиво, ему необходимо яркое освещение, по спектральному составу близкое к естественному. При недостатке освещения молодые листья приобретают красновато-коричневый цвет. Продолжительность светового дня должна быть не менее 12—14 часов. Грунт для апоногетона удлинённого должен быть богатым органическими веществами и хорошо заилённым. Он может состоять из средней и крупной гальки с примесью торфа и глины. Толщина слоя грунта должна быть не менее 7 сантиметров. 

В аквариуме апоногетон удлинённый может размножаться как вегетативно, так и семенами. Цветение происходит осенью, опыление перекрёстное. Семена проращивают на грунте из заилённого песка под невысоким слоем воды. При вегетативном размножении корневище разделяют на несколько частей с ростовыми почками и высаживают в слабозаилённый грунт с добавлением древесного угля.